# 路德會聖馬太學校（秀茂坪）
路德會聖馬太學校（秀茂坪）（英語：St. Matthew's Lutheran School (Sau Mau Ping)），為一所香港觀塘區的津貼小學，位於秀茂坪邨。此校前身為創於1969年、位於同區牛頭角下邨的路德會聖馬太學校上午校，於2002年改為全日制並遷入現址。

## 歷史
此校前身為路德會聖馬太學校，於1969年創立，為香港路德會創辦的第一間津貼小學，當時位於牛頭角下邨近第8座的「火柴盒」小學校舍，且分為上、下午校。
由於原校所在的牛頭角下邨（二區），需於2004年（後改為2009年）按整體重建計劃拆卸重建。因此，原校於2000年申請分拆上午校，並獲分配現址的校舍。至2002年3月20日，聖馬太學校上午校正式遷入現址，並改為全日制。
至2008年9月，由於留守原址、以原校名辦學的原下午校班級，未能獲分配任何新校舍，因而併入此校，至此聖馬太學校完成歷時六年的遷校行動，而使用39年的舊校舍亦正式停用。

## 歷任校長

### 聖馬太學校上午校時代[8]
- 朱泰和先生（1969年-1970年，創校校長，後調至同系其他小學）
- 容紹新先生（1975年-1999年）[9]（原下午校校長；2014年逝世）
- 馬和生先生（1999年-2002年，末任上午校校長，分拆後改任全日制校長）

### 聖馬太學校（秀茂坪）時代
- 馬和生先生（2002年[10]-2012年[11]，全日制第一任校長）
- 何浩文先生（2012年-？，全日制第二任校長）
- 楊佩玲女士（全日制現任校長）

## 校舍

### 牛頭角下邨舊校舍
原校校舍位於牛頭角下邨（二區），並毗鄰該邨的第8座，為一座早期型「火柴盒」小學，不計地下共設5層，設有24間課室及少量特別室。在同一校舍內，亦設有路德會聖馬太夜中學，主要錄取未獲取中學學歷的在職人士。
隨著留守舊校的級別於2008年併入此校，該校舍隨即被交還予房屋署，並於2009年永久封閉，翌年連同毗鄰的第8-14座一併拆卸。

### 秀茂坪新校舍
現址為一所後期型小學千禧校舍，位於秀茂坪邨第9期的預留用地內，毗鄰秀茂坪南邨，佔地面積為5,336平方米（已扣除斜坡），設有24間課室及各種特別室。
校舍由順成建築承建，於2001年12月落成，並在翌年3月20日正式啟用。

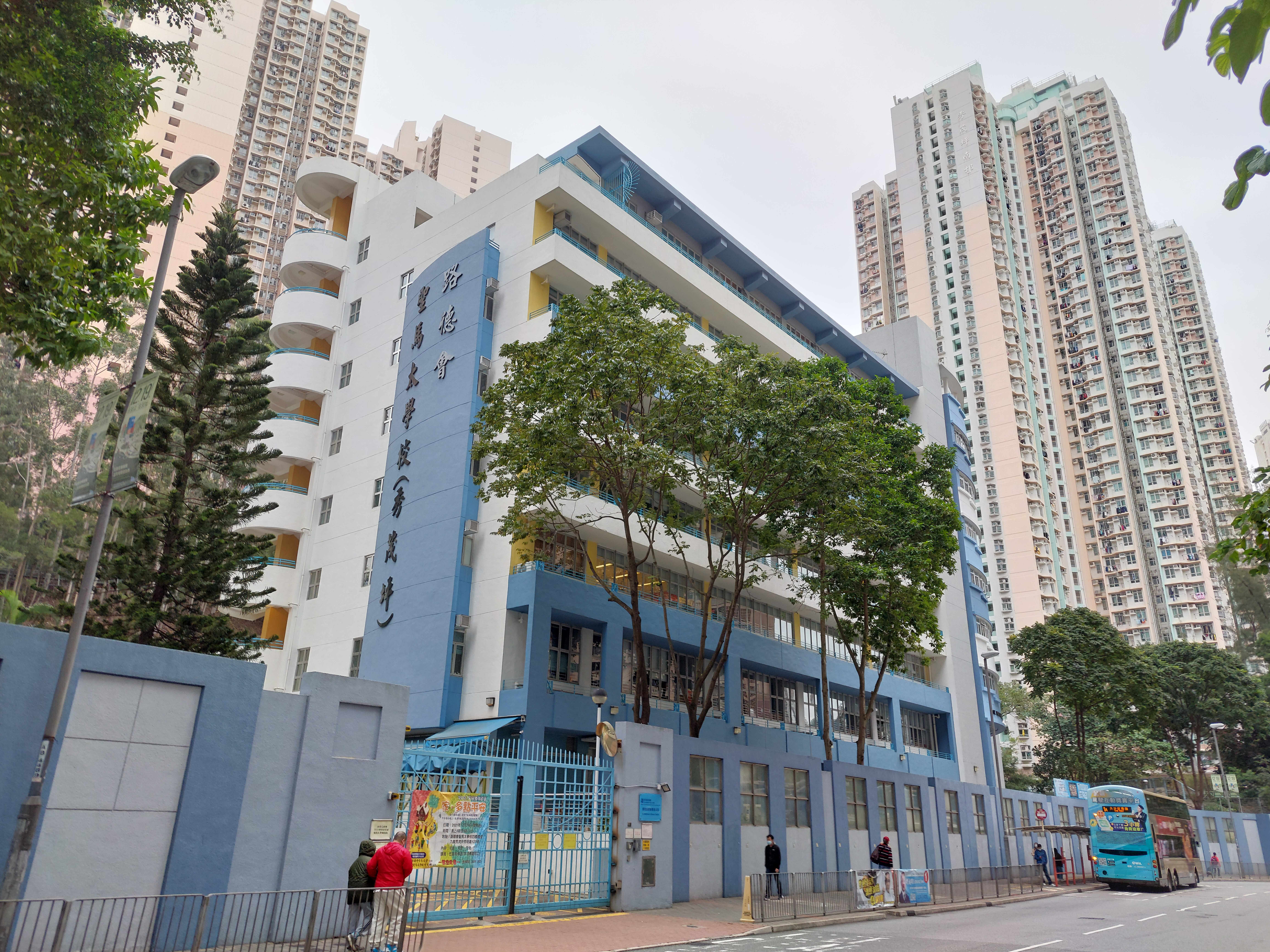
校舍西面
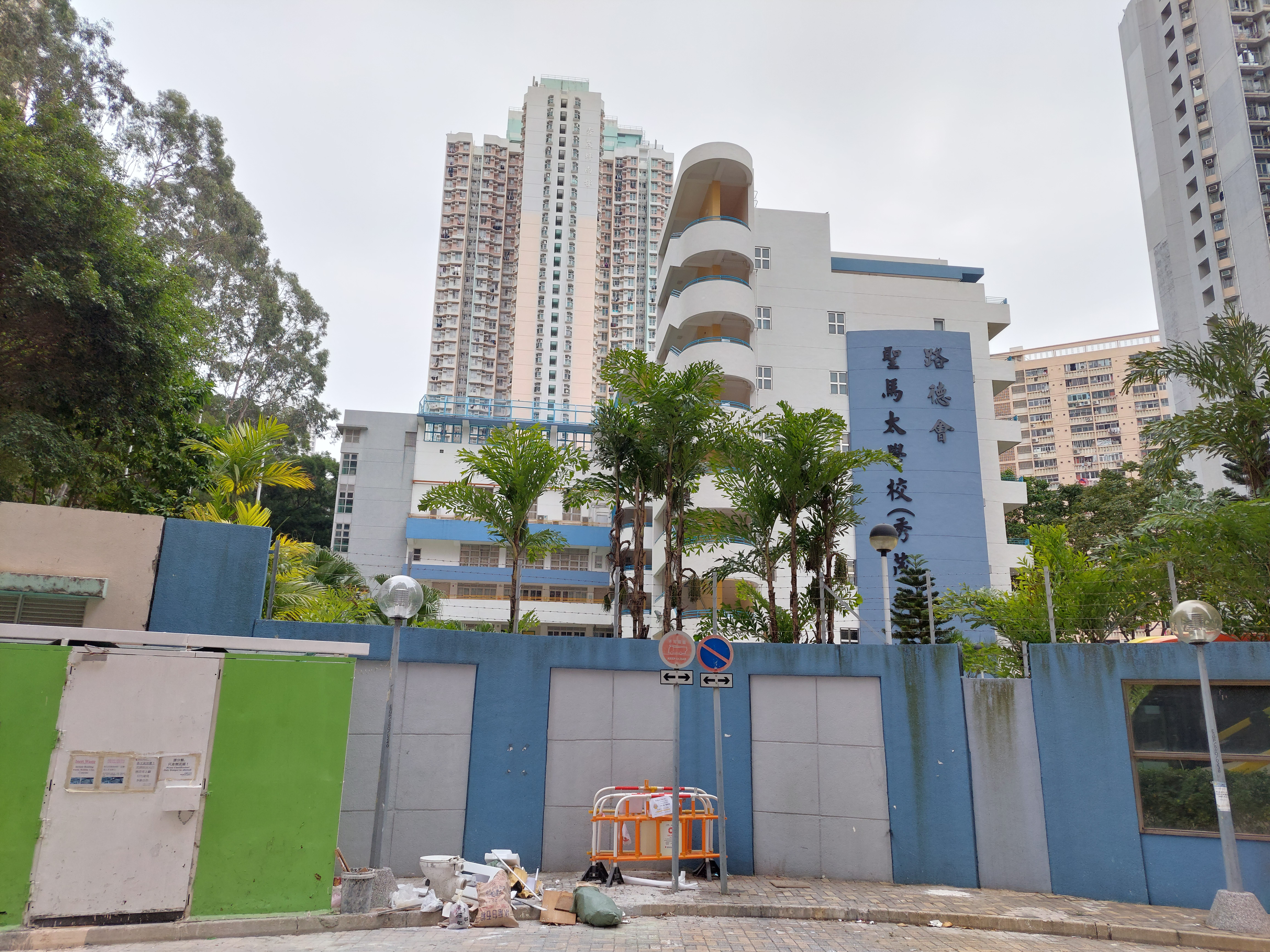
校舍西北面

## 事件及軼事
- 在現址建校工程交付立法會審議時，政府曾研究將校舍改為一字形的特別設計千禧校舍[註 3]，以將兩個籃球場併合。然而，由於地盤環境限制，加上建校時間需配合秀茂坪南邨原訂於2005年入伙的時間，最終決定沿用現時的設計[14]。
- 2011年11月4日，此校時任校長馬和生因涉嫌非禮一名7歲女生而被捕，兩日後獲准保釋候查。由於事勢嚴重，校董會決定徹查此事件[15]。

## 著名校友

### 聖馬太學校上午校時代
- 林美香：前無綫新聞記者，其後曾為企業公關經理及保險從業員（1973年畢業）
- 麥燕庭：前香港記者協會主席（1973年畢業）
- 關文深：無綫電視監製（1975年畢業）[16]

## 註解
1. ↑  2021/22年度[2]
2. ↑  若不考慮創校時的資助模式，創於1954年、至1972年才接受津貼的路德會梁鉅鏐小學，為該會首間津貼小學。
3. ↑  形式與隨後興建的博愛醫院歷屆總理聯誼會鄭任安夫人千禧小學相似，但採用24班設計

## 外部連結
- 路德會聖馬太學校（秀茂坪）官方網站 （页面存档备份，存于）